# 547
547 foi um ano comum do século VI que teve início e terminou a uma terça-feira, segundo o Calendário Juliano. a sua letra dominical foi F
| Ano completo                       |
| ---------------------------------- |
| Ano comum com início à terça-feira |

## Eventos
- Belisário retoma Roma.
- Os bizantinos esmagam tribos berberes rebeldes no norte da África.

## Mortes
- Teodeberto I, rei da Austrásia.